# Dusona subimpressa
Dusona subimpressa là một loài tò vò trong họ Ichneumonidae.